# Stephanolepis auratus
Stephanolepis auratus är en fiskart som först beskrevs av François Louis Nompar de Caumont de Laporte 1861.  Stephanolepis auratus ingår i släktet Stephanolepis och familjen filfiskar. Inga underarter finns listade i Catalogue of Life.